# Maksim Grechkin
Maksim Grechkin (hebräisch מקסים גרצ'קין, * 4. März 1996 in Kiew, Ukraine) ist ein israelischer Fußballspieler mit ukrainisch-russischen Wurzeln, der in der Abwehr und vorrangig als linker Außenverteidiger eingesetzt wird. Er steht seit Sommer 2019 beim Beitar Jerusalem in der Ligat ha’Al unter Vertrag, der höchsten Spielklasse im israelischen Fußball.
Er wurde hauptsächlich in der Jugendakademie von Maccabi Tel Aviv ausgebildet, die mit mehreren Erfolgen gekrönt war und 2015 mit der israelischen U-19-Meisterschaft ihren Höhepunkt erreichte. Im selben Jahr nahm er an der Gruppenphase der UEFA Youth League 2015/16 teil. Im Laufe der Jugend sammelte er auch Erfahrungen mit der Junioren-Nationalmannschaften Israels. Grechkin besitzt zudem auch die ukrainische Staatsangehörigkeit.

## Jugend
Mit dem Fußballsport begann er bei Hapoel Tzafririm Holon aus der Stadt Cholon. Schon bald wechselte Grechkin in die Jugendabteilung des israelischen Topclubs Maccabi Tel Aviv. Dort war er als linker Außenverteidiger über viele Jahre Leistungsträger und feierte mehrere Vereinserfolge, unter anderem auch als Mannschaftsführer. Der Höhepunkt war die Israelischen U-19-Meisterschaft 2015 und die anschließende Qualifikation für die UEFA Youth League 2015/16, wo er in der Gruppenphase fünf Spiele über die volle Zeit absolvierte, so gegen die Jugendmannschaften von FC Chelsea, FC Porto und Dynamo Kiew. Während dieser Periode sammelte Grechkin auch erste Erfahrungen mit der U-19-Nationalmannschaft Israels.

## Profikarriere
Im Oktober 2015 gab der 19 Jahre alte Grechkin sein Profi-Debüt im israelischen Ligapokal, als er unter Slaviša Jokanović im Derby Auswärts gegen Bne Jehuda Tel Aviv in der 68. Minute für Oz Raly ins Spiel kam. In Tel Aviv unterschrieb Grechkin zuvor einen Profivertrag über mehrere Jahre, jedoch sollte er zuerst als Leihgabe seine Erfahrungen in der Liga Leumit sammeln, der zweiten Spielklasse in Israel. Für die Saison 2015/16 wurde er direkt aus der U-19 Maccabis an den Zweitligisten Hapoel Ironi HaScharon ausgeliehen, wo er sich schnell ein Stammplatz sicherte und bis Saisonende zu 16 Einsätzen kam, davon 15 in der Startelf.
Die darauffolgende Saison 2016/17 absolvierte er bei Beitar Tel Aviv Ramala. Sein Spiel- und Startelfdebüt gab er Auswärts beim 1:1-Unentschieden gegen Maccabi Sha’arayim. Insgesamt kam er bei Beitar zu 13 Einsätzen, davon acht von Anfang an. Zudem sammelte er erste Erfahrungen im israelischen Pokal. Am Saisonende erreichte er mit seiner Mannschaft der 3. Tabellenplatz und verpasste nur knapp den Aufstieg in die 1. Liga. Als Beitar-Spieler debütierte er 2016 in einem Freundschaftsspiel für die israelische U-21-Nationalmannschaft gegen die U-21 Zyperns.
In der Saison 2017/18 entwickelte sich Grechkin zum absoluten Leistungsträger, wieder als Leihgabe und erneut beim Zweitligisten Hapoel Ramat HaScharon. Sein Spiel- und Startelfdebüt gab er Auswärts beim 1:1-Unentschieden gegen Hapoel Ramat Gan. Bei Hapoel kam er über die Saison schließlich 28-mal zum Einsatz, dabei war er in jedem Spiel in der Startelf.
Zur Saison 2018/19 wurde er an den aufstrebenden Club Hapoel Hadera verliehen, dem Vizemeister und Aufsteiger in die 1. israelischen Liga. Eine Saison zuvor gelang dem Verein bereits der Aufstieg aus der 3. Liga. Sein erstes offizielles Spiel für Hadera absolvierte er am 4. August 2018 im Ligapokal, als er bei der 2:3-Niederlage bei Maccabi Netanya über die volle Zeit auf dem Platz stand. Sein Erstliga- und Startelfdebüt gab kurz darauf am 25. August beim 3:2-Heimsieg gegen Hapoel Tel Aviv.
Mit Hadera konnte er sich schließlich für die Meisterschaftsrunde qualifizieren, wo er am 13. Mai 2019 im Spiel gegen Maccabi Haifa als linker Mittelfeldspieler sein erstes Tor erzielte. Zuvor kam er mit seiner Mannschaft bis ins Halbfinale des israelischen Pokals und scheiterte dort nur knapp mit 0:1 an Maccabi Netanya. In seiner ersten Erstligasaison gelang ihm mit Hadera der 6. Platz. Dabei stand er 22-mal auf dem Platz, davon 18-mal von Anfang an. Im Sommer 2019 wechselte er zu Beitar Jerusalem. Zwar spielte er regelmäßig, wurde aber trotzdem weiterverliehen; zunächst an Sorja Luhansk, dann erneut nach Hadera.

## Erfolge
- Halbfinale des Israelischen Pokals: 2019
- Dritter der Liga Leumit: 2017
- Gruppenphase der UEFA Youth League 2015/16
- Israelischer U-19-Meister: 2015